# Vòng loại Giải vô địch bóng đá nữ U-17 châu Âu 2017
Vòng loại Giải vô địch bóng đá nữ U-17 châu Âu 2017 diễn ra từ tháng 9 năm 2016 tới tháng 4 năm 2017 nhằm xác định bảy đội tuyển dự vòng chung kết cùng chủ nhà Cộng hòa Séc.

## Thể thức
Vòng loại gồm hai giai đoạn:
- Vòng 1: U-17 Tây Ban Nha được miễn vòng này, trong khi đó 44 đội còn lại được chia thành 11 bảng. Các đội thi đấu vòng tròn một lượt tại một địa điểm cố định (thuộc một trong bốn quốc gia trong bảng đấu). 11 đội nhất, 11 đội nhì và đội hạng ba có thành tích tốt nhất trước các đội nhất và nhì bảng tiến vào vòng sau.
- Vòng 2: 24 đội được chia thành sáu bảng. Sáu đội đầu bảng và đội nhì xuất sắc nhất (chỉ tính thành tích rước các đội đầu bảng và thứ ba tại bảng đấu) tiến vào vòng chung kết.

## Vòng một
Trước 29 tháng 10 năm 2016, múi giờ là CEST (UTC+2), sau đó giờ được tính theo CET (UTC+1).

### Bảng 1
| VT | Đội        | ST | T | H | B | BT | BB | HS  | Đ | Giành quyền tham dự |
| -- | ---------- | -- | - | - | - | -- | -- | --- | - | ------------------- |
| 1  | Đan Mạch   | 3  | 3 | 0 | 0 | 12 | 2  | +10 | 9 | Vòng hai            |
| 2  | Thụy Sĩ    | 3  | 2 | 0 | 1 | 5  | 4  | +1  | 6 | Vòng hai            |
| 3  | Slovakia   | 3  | 1 | 0 | 2 | 2  | 9  | −7  | 3 |                     |
| 4  | Israel (H) | 3  | 0 | 0 | 3 | 0  | 4  | −4  | 0 |                     |

| Slovakia       | 1–6      | Đan Mạch                                                                |
| -------------- | -------- | ----------------------------------------------------------------------- |
| Žemberyová 44' | Chi tiết | Snerle 4', 14' · Johansen 27' · Heshemi 60' · Hashmi 64' · Herdel 80+3' |

| Thụy Sĩ | 1–0      | Israel |
| ------- | -------- | ------ |
| Gut 30' | Chi tiết |        |

| Thụy Sĩ                                | 3–0      | Slovakia |
| -------------------------------------- | -------- | -------- |
| Schärz 18' · Piubel 40+2' · Djeaid 78' | Chi tiết |          |

| Đan Mạch                    | 2–0      | Israel |
| --------------------------- | -------- | ------ |
| Johansen 31' · Pedersen 46' | Chi tiết |        |

| Đan Mạch                                     | 4–1      | Thụy Sĩ                  |
| -------------------------------------------- | -------- | ------------------------ |
| Grøn 17' · Heshemi 21', 59' · Pedersen 80+3' | Chi tiết | Schassberger 23' (ph.đ.) |

| Israel | 0–1      | Slovakia     |
| ------ | -------- | ------------ |
|        | Chi tiết | Bogorová 44' |

### Bảng 2
| VT | Đội        | ST | T | H | B | BT | BB | HS | Đ | Giành quyền tham dự |
| -- | ---------- | -- | - | - | - | -- | -- | -- | - | ------------------- |
| 1  | Hy Lạp (H) | 3  | 2 | 1 | 0 | 7  | 1  | +6 | 7 | Vòng hai            |
| 2  | Thụy Điển  | 3  | 2 | 1 | 0 | 6  | 2  | +4 | 7 | Vòng hai            |
| 3  | Malta      | 3  | 1 | 0 | 2 | 2  | 6  | −4 | 3 |                     |
| 4  | Montenegro | 3  | 0 | 0 | 3 | 2  | 8  | −6 | 0 |                     |

| Thụy Điển                                 | 3–0      | Malta |
| ----------------------------------------- | -------- | ----- |
| Engström 16' · Forsblom 64' · Persson 72' | Chi tiết |       |

| Montenegro | 0–4      | Hy Lạp                                    |
| ---------- | -------- | ----------------------------------------- |
|            | Chi tiết | Georgantzi 7', 32', 40+2' · Karapetsa 79' |

| Thụy Điển                 | 2–1      | Montenegro      |
| ------------------------- | -------- | --------------- |
| Kapocs 46' · Hyttinen 75' | Chi tiết | Vujadinović 33' |

| Hy Lạp                     | 2–0      | Malta |
| -------------------------- | -------- | ----- |
| Palama 24' · Karapetsa 31' | Chi tiết |       |

| Hy Lạp        | 1–1      | Thụy Điển |
| ------------- | -------- | --------- |
| Karapetsa 63' | Chi tiết | Lenir 23' |

| Malta            | 2–1      | Montenegro  |
| ---------------- | -------- | ----------- |
| Farrugia 5', 37' | Chi tiết | Golović 41' |

### Bảng 3
| VT | Đội         | ST | T | H | B | BT | BB | HS  | Đ | Giành quyền tham dự |
| -- | ----------- | -- | - | - | - | -- | -- | --- | - | ------------------- |
| 1  | Ba Lan      | 3  | 2 | 1 | 0 | 13 | 2  | +11 | 7 | Vòng hai            |
| 2  | Hungary (H) | 3  | 2 | 1 | 0 | 8  | 3  | +5  | 7 | Vòng hai            |
| 3  | Azerbaijan  | 3  | 1 | 0 | 2 | 1  | 7  | −6  | 3 |                     |
| 4  | Estonia     | 3  | 0 | 0 | 3 | 1  | 11 | −10 | 0 |                     |

| Ba Lan                                                                                    | 7–0      | Estonia |
| ----------------------------------------------------------------------------------------- | -------- | ------- |
| Kowalczyk 16', 37' · Materek 32' (ph.đ.) · Helińska 47' · Iwaśko 70', 73' · Jedlińska 77' | Chi tiết |         |

| Azerbaijan | 0–3      | Hungary                         |
| ---------- | -------- | ------------------------------- |
|            | Chi tiết | Dorner 19', 80+2' · Pusztai 78' |

| Ba Lan                                                | 4–0      | Azerbaijan |
| ----------------------------------------------------- | -------- | ---------- |
| Filipczak 1', 9' · Legowski 17' · Materek 36' (ph.đ.) | Chi tiết |            |

| Hungary                      | 3–1      | Estonia            |
| ---------------------------- | -------- | ------------------ |
| Dorner 27' · Králik 38', 64' | Chi tiết | Šilina 73' (ph.đ.) |

| Hungary                         | 2–2      | Ba Lan                              |
| ------------------------------- | -------- | ----------------------------------- |
| Stasiak 4' (l.n.) · Vachter 25' | Chi tiết | Materek 36' (ph.đ.) · Kowalczyk 65' |

| Estonia | 0–1      | Azerbaijan   |
| ------- | -------- | ------------ |
|         | Chi tiết | Nematova 13' |

### Bảng 4
| VT | Đội         | ST | T | H | B | BT | BB | HS  | Đ | Giành quyền tham dự |
| -- | ----------- | -- | - | - | - | -- | -- | --- | - | ------------------- |
| 1  | Na Uy       | 3  | 3 | 0 | 0 | 12 | 0  | +12 | 9 | Vòng hai            |
| 2  | Hà Lan      | 3  | 2 | 0 | 1 | 24 | 2  | +22 | 6 | Vòng hai            |
| 3  | Bulgaria    | 3  | 1 | 0 | 2 | 1  | 15 | −14 | 3 |                     |
| 4  | Moldova (H) | 3  | 0 | 0 | 3 | 0  | 20 | −20 | 0 |                     |

| Na Uy                                                               | 6–0      | Moldova |
| ------------------------------------------------------------------- | -------- | ------- |
| Birkeli 1', 7', 20' · Olsen 27' · Aalstad Bækkelund 37' · Sunde 80' | Chi tiết |         |

| Bulgaria | 0–11     | Hà Lan                                                                                            |
| -------- | -------- | ------------------------------------------------------------------------------------------------- |
|          | Chi tiết | Smits 6', 16', 24', 25', 51', 58', 62' · Baijings 33' · Casparij 40+1' · Leuchter 45' · Ursem 55' |

| Na Uy                                                       | 4–0      | Bulgaria |
| ----------------------------------------------------------- | -------- | -------- |
| Birkeli 5' · Sunde 9' (ph.đ.) · Rogde 16' · Bjørneboe 40+5' | Chi tiết |          |

| Hà Lan | 13–0     | Moldova |
| --- | -------- | ------- |
| van de Westeringh 5', 15' · Smits 7', 23', 26' · Mesina 19' (l.n.) · Baijings 30' · van Veldhoven 39' · Leuchter 45', 52', 58' · Wilms 68' · Speelman 72' | Chi tiết |         |

| Hà Lan | 0–2      | Na Uy                  |
| ------ | -------- | ---------------------- |
|        | Chi tiết | Bjelde 20' · Rogde 72' |

| Moldova | 0–1      | Bulgaria           |
| ------- | -------- | ------------------ |
|         | Chi tiết | Mardari 63' (l.n.) |

### Bảng 5
| VT | Đội            | ST | T | H | B | BT | BB | HS  | Đ | Giành quyền tham dự |
| -- | -------------- | -- | - | - | - | -- | -- | --- | - | ------------------- |
| 1  | Bồ Đào Nha (H) | 3  | 1 | 2 | 0 | 9  | 2  | +7  | 5 | Vòng hai            |
| 2  | Ý              | 3  | 1 | 2 | 0 | 9  | 1  | +8  | 5 | Vòng hai            |
| 3  | Phần Lan       | 3  | 1 | 2 | 0 | 9  | 1  | +8  | 5 |                     |
| 4  | Gruzia         | 3  | 0 | 0 | 3 | 0  | 23 | −23 | 0 |                     |

1. 1 2  Ý xếp trên nhờ hơn hệ số thẻ phạt.[3]

| Ý                                                                                           | 8–0      | Gruzia |
| ------------------------------------------------------------------------------------------- | -------- | ------ |
| Cafferata 13', 38' · Porcarelli 16', 74' · Crespi 21' · Polli 24' · Soffia 26' · Bardin 28' | Chi tiết |        |

| Bồ Đào Nha | 1–1      | Phần Lan            |
| ---------- | -------- | ------------------- |
| Teles 23'  | Chi tiết | Enkkilä 71' (ph.đ.) |

| Phần Lan                                                                                 | 8–0      | Gruzia |
| ---------------------------------------------------------------------------------------- | -------- | ------ |
| Tuominen 9', 44' · Smirnoff 22', 75' · Lehtilä 30', 48' · Lehtonen 47' · Kainulainen 76' | Chi tiết |        |

| Ý         | 1–1      | Bồ Đào Nha   |
| --------- | -------- | ------------ |
| Baldi 20' | Chi tiết | Monteiro 29' |

| Phần Lan | 0–0      | Ý |
| -------- | -------- | - |
|          | Chi tiết |   |

| Gruzia | 0–7      | Bồ Đào Nha                                               |
| ------ | -------- | -------------------------------------------------------- |
|        | Chi tiết | Faria 1', 40+1' · Martins 6', 10' · Macedo 55', 59', 61' |

### Bảng 6
| VT | Đội          | ST | T | H | B | BT | BB | HS  | Đ | Giành quyền tham dự |
| -- | ------------ | -- | - | - | - | -- | -- | --- | - | ------------------- |
| 1  | Pháp         | 3  | 3 | 0 | 0 | 25 | 0  | +25 | 9 | Vòng hai            |
| 2  | Scotland (H) | 3  | 2 | 0 | 1 | 12 | 4  | +8  | 6 | Vòng hai            |
| 3  | Croatia      | 3  | 1 | 0 | 2 | 3  | 8  | −5  | 3 |                     |
| 4  | Kazakhstan   | 3  | 0 | 0 | 3 | 0  | 28 | −28 | 0 |                     |

| Pháp | 17–0     | Kazakhstan |
| --- | -------- | ---------- |
| Adilkhanova 2' (l.n.) · Martin 4', 41', 44', 78' · Malard 10', 13', 18', 21', 30', 79' · Chotard 16' · Ribeiro De Carvalho 17' · Bacha 22', 40' · Cardia 63' · Philippe 67' | Chi tiết |            |

| Croatia | 0–4      | Scotland                             |
| ------- | -------- | ------------------------------------ |
|         | Chi tiết | McAlpine 13' · Cross 31', 79', 80+3' |

| Pháp                                                              | 4–0      | Croatia |
| ----------------------------------------------------------------- | -------- | ------- |
| Ribeiro De Carvalho 16' · Pimentel 76' · Martin 78' · Bacha 80+2' | Chi tiết |         |

| Scotland                                                                                 | 8–0      | Kazakhstan |
| ---------------------------------------------------------------------------------------- | -------- | ---------- |
| Callaghan 2', 10', 16' · McAlonie 45' · Santoyo Brown 53' · McDonald 62', 74' · Muir 67' | Chi tiết |            |

| Scotland | 0–4      | Pháp                               |
| -------- | -------- | ---------------------------------- |
|          | Chi tiết | Lakrar 6' · Malard 28', 32', 40+1' |

| Kazakhstan | 0–3      | Croatia                     |
| ---------- | -------- | --------------------------- |
|            | Chi tiết | Klarić 3' · Spajić 19', 43' |

### Bảng 7
| VT | Đội        | ST | T | H | B | BT | BB | HS  | Đ | Giành quyền tham dự |
| -- | ---------- | -- | - | - | - | -- | -- | --- | - | ------------------- |
| 1  | Đức        | 3  | 3 | 0 | 0 | 16 | 0  | +16 | 9 | Vòng hai            |
| 2  | Wales      | 3  | 1 | 1 | 1 | 3  | 8  | −5  | 4 | Vòng hai            |
| 3  | Thổ Nhĩ Kỳ | 3  | 1 | 0 | 2 | 3  | 7  | −4  | 3 |                     |
| 4  | Latvia (H) | 3  | 0 | 1 | 2 | 2  | 9  | −7  | 1 |                     |

| Wales                     | 2–1      | Thổ Nhĩ Kỳ |
| ------------------------- | -------- | ---------- |
| Morgan 8' · Griffiths 75' | Chi tiết | İncik 27'  |

| Đức                                                               | 6–0      | Latvia |
| ----------------------------------------------------------------- | -------- | ------ |
| Anyomi 3', 21' · Uebach 40' · Riepl 43' · Gudorf 55' · Rackow 60' | Chi tiết |        |

| Đức                                                             | 6–0      | Wales |
| --------------------------------------------------------------- | -------- | ----- |
| Rackow 7', 50' · Kössler 11' · Nüsken 67', 72' · Krumbiegel 76' | Chi tiết |       |

| Thổ Nhĩ Kỳ                    | 2–1      | Latvia      |
| ----------------------------- | -------- | ----------- |
| S. Öztürk 48' · Sadıkoğlu 72' | Chi tiết | Gudkova 55' |

| Thổ Nhĩ Kỳ | 0–4      | Đức                                                        |
| ---------- | -------- | ---------------------------------------------------------- |
|            | Chi tiết | Anyomi 3' (ph.đ.) · Kössler 21' · Rackow 53' · Brunner 78' |

| Latvia             | 1–1      | Wales       |
| ------------------ | -------- | ----------- |
| Morphet 73' (l.n.) | Chi tiết | Horrell 19' |

### Bảng 8
| VT | Đội       | ST | T | H | B | BT | BB | HS  | Đ | Giành quyền tham dự |
| -- | --------- | -- | - | - | - | -- | -- | --- | - | ------------------- |
| 1  | Anh       | 3  | 2 | 0 | 1 | 15 | 1  | +14 | 6 | Vòng hai            |
| 2  | Slovenia  | 3  | 2 | 0 | 1 | 4  | 1  | +3  | 6 | Vòng hai            |
| 3  | Nga       | 3  | 2 | 0 | 1 | 3  | 1  | +2  | 6 | Vòng hai            |
| 4  | Litva (H) | 3  | 0 | 0 | 3 | 0  | 19 | −19 | 0 |                     |

| Slovenia | 0–1      | Nga           |
| -------- | -------- | ------------- |
|          | Chi tiết | Abdullina 14' |

| Anh | 14–0     | Litva |
| --- | -------- | ----- |
| Hemp 4' (ph.đ.), 17', 21', 66' · Douglas 10', 31', 32', 38' · Taylor 22' · Neville 23' · Syme 46', 55' · Ngunga 59', 62' | Chi tiết |       |

| Anh | 0–1      | Slovenia |
| --- | -------- | -------- |
|     | Chi tiết | Mori 16' |

| Nga                           | 2–0      | Litva |
| ----------------------------- | -------- | ----- |
| Rubtsova 38' · Cherkasova 67' | Chi tiết |       |

| Nga | 0–1      | Anh        |
| --- | -------- | ---------- |
|     | Chi tiết | Ngunga 63' |

| Litva | 0–3      | Slovenia                     |
| ----- | -------- | ---------------------------- |
|       | Chi tiết | Mori 21' · Vindišar 36', 48' |

### Bảng 9
| VT | Đội        | ST | T | H | B | BT | BB | HS | Đ | Giành quyền tham dự |
| -- | ---------- | -- | - | - | - | -- | -- | -- | - | ------------------- |
| 1  | Bỉ         | 3  | 2 | 0 | 1 | 5  | 1  | +4 | 6 | Vòng hai            |
| 2  | Serbia (H) | 3  | 1 | 1 | 1 | 2  | 2  | 0  | 4 | Vòng hai            |
| 3  | Ukraina    | 3  | 1 | 1 | 1 | 3  | 6  | −3 | 4 |                     |
| 4  | România    | 3  | 1 | 0 | 2 | 2  | 3  | −1 | 3 |                     |

| Bỉ                                               | 4–0      | Ukraina |
| ------------------------------------------------ | -------- | ------- |
| Jacobs 19', 21' · Knapen 24' (ph.đ.) · Petry 54' | Chi tiết |         |

| România | 0–1      | Serbia        |
| ------- | -------- | ------------- |
|         | Chi tiết | Frajtović 13' |

| Bỉ | 0–1      | România   |
| -- | -------- | --------- |
|    | Chi tiết | Sfiea 16' |

| Serbia     | 1–1      | Ukraina        |
| ---------- | -------- | -------------- |
| Agbaba 50' | Chi tiết | Semenyuk 40+1' |

| Serbia | 0–1      | Bỉ        |
| ------ | -------- | --------- |
|        | Chi tiết | Petry 44' |

| Ukraina                  | 2–1      | România           |
| ------------------------ | -------- | ----------------- |
| Kunina 17' · Kozlova 62' | Chi tiết | Boroș 58' (ph.đ.) |

### Bảng 10
| VT | Đội                  | ST | T | H | B | BT | BB | HS  | Đ | Giành quyền tham dự |
| -- | -------------------- | -- | - | - | - | -- | -- | --- | - | ------------------- |
| 1  | Cộng hòa Ireland (H) | 3  | 3 | 0 | 0 | 12 | 1  | +11 | 9 | Vòng hai            |
| 2  | Iceland              | 3  | 2 | 0 | 1 | 9  | 4  | +5  | 6 | Vòng hai            |
| 3  | Quần đảo Faroe       | 3  | 1 | 0 | 2 | 2  | 11 | −9  | 3 |                     |
| 4  | Belarus              | 3  | 0 | 0 | 3 | 1  | 8  | −7  | 0 |                     |

| Belarus | 0–4      | Iceland                                                      |
| ------- | -------- | ------------------------------------------------------------ |
|         | Chi tiết | Jónsdóttir 11', 49' · Eiríksdóttir 26' · Vilhjálmsdóttir 32' |

| Cộng hòa Ireland                                        | 6–0      | Quần đảo Faroe |
| ------------------------------------------------------- | -------- | -------------- |
| McEvoy 12', 25' · McManus 66', 72', 80+4' · Casey 80+2' | Chi tiết |                |

| Iceland                                           | 4–0      | Quần đảo Faroe |
| ------------------------------------------------- | -------- | -------------- |
| Jóhannesdóttir 34', 47' · Eiríksdóttir 42', 80+3' | Chi tiết |                |

| Cộng hòa Ireland        | 2–0      | Belarus |
| ----------------------- | -------- | ------- |
| McManus 11' · Casey 41' | Chi tiết |         |

| Iceland          | 1–4      | Cộng hòa Ireland                                          |
| ---------------- | -------- | --------------------------------------------------------- |
| Eiríksdóttir 23' | Chi tiết | McManus 39' · Steinarsdóttir 50' (l.n.) · Mackey 69', 75' |

| Quần đảo Faroe       | 2–1      | Belarus      |
| -------------------- | -------- | ------------ |
| Rasmusdóttir 3', 21' | Chi tiết | Hirchyts 19' |

### Bảng 11
| VT | Đội                  | ST | T | H | B | BT | BB | HS  | Đ | Giành quyền tham dự |
| -- | -------------------- | -- | - | - | - | -- | -- | --- | - | ------------------- |
| 1  | Áo                   | 3  | 3 | 0 | 0 | 15 | 1  | +14 | 9 | Vòng hai            |
| 2  | Bosna và Hercegovina | 3  | 2 | 0 | 1 | 9  | 4  | +5  | 6 | Vòng hai            |
| 3  | Bắc Ireland          | 3  | 1 | 0 | 2 | 4  | 8  | −4  | 3 |                     |
| 4  | Bắc Macedonia (H)    | 3  | 0 | 0 | 3 | 0  | 15 | −15 | 0 |                     |

| Áo                                                                     | 7–0      | Bắc Macedonia |
| ---------------------------------------------------------------------- | -------- | ------------- |
| Degen 5', 54' · Scharnböck 11', 15' · Kurz 13' (ph.đ.), 55' · Kolb 24' | Chi tiết |               |

| Bosna và Hercegovina                         | 4–0      | Bắc Ireland |
| -------------------------------------------- | -------- | ----------- |
| Hrelja 17', 43' · Habibović 29' · Gavrić 64' | Chi tiết |             |

| Áo                                           | 4–1      | Bosna và Hercegovina |
| -------------------------------------------- | -------- | -------------------- |
| Höbinger 20', 65' · Scharnböck 27' · Mak 37' | Chi tiết | Gavrić 44'           |

| Bắc Ireland                                   | 4–0      | Bắc Macedonia |
| --------------------------------------------- | -------- | ------------- |
| Smyth 10' · Bell 16' · Magee 50' · Wilson 55' | Chi tiết |               |

| Bắc Ireland | 0–4      | Áo                                            |
| ----------- | -------- | --------------------------------------------- |
|             | Chi tiết | Scharnböck 51' · Kolb 62', 67' · Höbinger 80' |

| Bắc Macedonia | 0–4      | Bosna và Hercegovina                                |
| ------------- | -------- | --------------------------------------------------- |
|               | Chi tiết | Gavrić 12' · Hrelja 14' · Hamzić 33' · Gačanica 71' |

### Xếp hạng đội thứ ba
Chỉ tính kết quả khi đối đầu với đội nhất và nhì bảng tương ứng.
| VT | Bg | Đội            | ST | T | H | B | BT | BB | HS  | Đ | Giành quyền tham dự |
| -- | -- | -------------- | -- | - | - | - | -- | -- | --- | - | ------------------- |
| 1  | 8  | Nga            | 2  | 1 | 0 | 1 | 1  | 1  | 0   | 3 | Vòng hai            |
| 2  | 5  | Phần Lan       | 2  | 0 | 2 | 0 | 1  | 1  | 0   | 2 |                     |
| 3  | 9  | Ukraina        | 2  | 0 | 1 | 1 | 1  | 5  | −4  | 1 |                     |
| 4  | 7  | Thổ Nhĩ Kỳ     | 2  | 0 | 0 | 2 | 1  | 6  | −5  | 0 |                     |
| 5  | 2  | Malta          | 2  | 0 | 0 | 2 | 0  | 5  | −5  | 0 |                     |
| 6  | 3  | Azerbaijan     | 2  | 0 | 0 | 2 | 0  | 7  | −7  | 0 |                     |
| 7  | 1  | Slovakia       | 2  | 0 | 0 | 2 | 1  | 9  | −8  | 0 |                     |
| 8  | 11 | Bắc Ireland    | 2  | 0 | 0 | 2 | 0  | 8  | −8  | 0 |                     |
| 9  | 6  | Croatia        | 2  | 0 | 0 | 2 | 0  | 8  | −8  | 0 |                     |
| 10 | 10 | Quần đảo Faroe | 2  | 0 | 0 | 2 | 0  | 10 | −10 | 0 |                     |
| 11 | 4  | Bulgaria       | 2  | 0 | 0 | 2 | 0  | 15 | −15 | 0 |                     |

1. 1 2  Xếp trên nhờ hơn hệ số thẻ phạt.

## Vòng hai
Hai mươi tư đội được chia thành sáu bảng, chọn ra bảy đội (6 đội nhất và đội nhì xuất sắc nhất) lọt vào vòng chung kết.
Thời gian thi đấu từ ngày 25 tháng 3 năm 2017 trở về trước là CET (UTC+1), trở về sau là CEST (UTC+2).

### Bảng 1
| VT | Đội        | ST | T | H | B | BT | BB | HS | Đ | Giành quyền tham dự |
| -- | ---------- | -- | - | - | - | -- | -- | -- | - | ------------------- |
| 1  | Hà Lan (H) | 3  | 2 | 1 | 0 | 6  | 2  | +4 | 7 | Vòng chung kết      |
| 2  | Slovenia   | 3  | 2 | 0 | 1 | 3  | 4  | −1 | 6 |                     |
| 3  | Thụy Sĩ    | 3  | 1 | 1 | 1 | 4  | 3  | +1 | 4 |                     |
| 4  | Áo         | 3  | 0 | 0 | 3 | 1  | 5  | −4 | 0 |                     |

| Áo | 0–2      | Thụy Sĩ                        |
| -- | -------- | ------------------------------ |
|    | Chi tiết | Guede Redondo 29' · Schärz 59' |

| Slovenia | 0–3      | Hà Lan                               |
| -------- | -------- | ------------------------------------ |
|          | Chi tiết | Wilms 25' · Leuchter 48' · Doorn 59' |

| Áo | 0–1      | Slovenia     |
| -- | -------- | ------------ |
|    | Chi tiết | Pintarič 72' |

| Hà Lan      | 1–1      | Thụy Sĩ |
| ----------- | -------- | ------- |
| Casparij 7' | Chi tiết | Gut 63' |

| Hà Lan                              | 2–1      | Áo        |
| ----------------------------------- | -------- | --------- |
| Leuchter 24' (ph.đ.) · Ter Beek 39' | Chi tiết | Degen 34' |

| Thụy Sĩ    | 1–2      | Slovenia                   |
| ---------- | -------- | -------------------------- |
| Piubel 53' | Chi tiết | Česnik 62' · Korošec 80+2' |

### Bảng 2
| VT | Đội                      | ST | T | H | B | BT | BB | HS  | Đ | Giành quyền tham dự |
| -- | ------------------------ | -- | - | - | - | -- | -- | --- | - | ------------------- |
| 1  | Na Uy                    | 3  | 3 | 0 | 0 | 16 | 3  | +13 | 9 | Vòng chung kết      |
| 2  | Đan Mạch                 | 3  | 2 | 0 | 1 | 5  | 7  | −2  | 6 |                     |
| 3  | Wales                    | 3  | 1 | 0 | 2 | 2  | 10 | −8  | 3 |                     |
| 4  | Bosna và Hercegovina (H) | 3  | 0 | 0 | 3 | 2  | 5  | −3  | 0 |                     |

| Na Uy                                                                         | 8–1      | Wales      |
| ----------------------------------------------------------------------------- | -------- | ---------- |
| Olsen 3', 24', 58' · Griffin 11', 55' · Sørum 46' · Birkeli 53' · Terland 66' | Chi tiết | Morgan 22' |

| Bosna và Hercegovina | 1–2      | Đan Mạch                 |
| -------------------- | -------- | ------------------------ |
| Bakalar 19'          | Chi tiết | Herdel 44' · Heshemi 78' |

| Na Uy                    | 2–1      | Bosna và Hercegovina |
| ------------------------ | -------- | -------------------- |
| Nygård 50' · Griffin 71' | Chi tiết | Gačanica 21'         |

| Đan Mạch                   | 2–0      | Wales |
| -------------------------- | -------- | ----- |
| Steenberg 10' · Herdel 60' | Chi tiết |       |

| Đan Mạch       | 1–6      | Na Uy                                                                |
| -------------- | -------- | -------------------------------------------------------------------- |
| Johansen 80+2' | Chi tiết | Tennebø 3' · Tvedten 6' · Sunde 15' · Terland 32' · Olsen 36', 40+2' |

| Wales      | 1–0      | Bosna và Hercegovina |
| ---------- | -------- | -------------------- |
| Vincze 46' | Chi tiết |                      |

### Bảng 3
| VT | Đội     | ST | T | H | B | BT | BB | HS | Đ | Giành quyền tham dự |
| -- | ------- | -- | - | - | - | -- | -- | -- | - | ------------------- |
| 1  | Anh (H) | 3  | 2 | 1 | 0 | 4  | 1  | +3 | 7 | Vòng chung kết      |
| 2  | Đức     | 3  | 2 | 0 | 1 | 8  | 3  | +5 | 6 | Vòng chung kết      |
| 3  | Ý       | 3  | 1 | 1 | 1 | 3  | 3  | 0  | 4 |                     |
| 4  | Ba Lan  | 3  | 0 | 0 | 3 | 0  | 8  | −8 | 0 |                     |

| Đức                            | 3–1      | Ý         |
| ------------------------------ | -------- | --------- |
| Stolze 40+1', 70' · Anyomi 77' | Chi tiết | Baldi 39' |

| Anh                        | 2–0      | Ba Lan |
| -------------------------- | -------- | ------ |
| Hemp 33' · Ravenscroft 68' | Chi tiết |        |

| Đức        | 1–2      | Anh                       |
| ---------- | -------- | ------------------------- |
| Wieder 13' | Chi tiết | Syme 2' · Ravenscroft 11' |

| Ba Lan | 0–2      | Ý                        |
| ------ | -------- | ------------------------ |
|        | Chi tiết | Baldi 12' · Bragonzi 77' |

| Ba Lan | 0–4      | Đức                                                  |
| ------ | -------- | ---------------------------------------------------- |
|        | Chi tiết | Anyomi 21' · Stolze 39' · Schimmer 53' · Ebert 80+3' |

| Ý | 0–0      | Anh |
| - | -------- | --- |
|   | Chi tiết |     |

### Bảng 4
| VT | Đội              | ST | T | H | B | BT | BB | HS | Đ | Giành quyền tham dự |
| -- | ---------------- | -- | - | - | - | -- | -- | -- | - | ------------------- |
| 1  | Cộng hòa Ireland | 3  | 2 | 1 | 0 | 2  | 0  | +2 | 7 | Vòng chung kết      |
| 2  | Scotland         | 3  | 1 | 2 | 0 | 3  | 2  | +1 | 5 |                     |
| 3  | Hungary          | 3  | 1 | 1 | 1 | 2  | 2  | 0  | 4 |                     |
| 4  | Serbia (H)       | 3  | 0 | 0 | 3 | 1  | 4  | −3 | 0 |                     |

| Cộng hòa Ireland | 1–0      | Serbia |
| ---------------- | -------- | ------ |
| McEvoy 78'       | Chi tiết |        |

| Scotland  | 1–1      | Hungary   |
| --------- | -------- | --------- |
| Cross 12' | Chi tiết | Tolnai 6' |

| Cộng hòa Ireland | 0–0      | Scotland |
| ---------------- | -------- | -------- |
|                  | Chi tiết |          |

| Hungary     | 1–0      | Serbia |
| ----------- | -------- | ------ |
| Pusztai 77' | Chi tiết |        |

| Hungary | 0–1      | Cộng hòa Ireland |
| ------- | -------- | ---------------- |
|         | Chi tiết | Payne 13'        |

| Serbia       | 1–2      | Scotland                    |
| ------------ | -------- | --------------------------- |
| Trbojević 9' | Chi tiết | McAlonie 27' · Davidson 45' |

### Bảng 5
| VT | Đội      | ST | T | H | B | BT | BB | HS | Đ | Giành quyền tham dự |
| -- | -------- | -- | - | - | - | -- | -- | -- | - | ------------------- |
| 1  | Pháp (H) | 3  | 2 | 0 | 1 | 7  | 1  | +6 | 6 | Vòng chung kết      |
| 2  | Bỉ       | 3  | 2 | 0 | 1 | 3  | 3  | 0  | 6 |                     |
| 3  | Nga      | 3  | 1 | 0 | 2 | 2  | 6  | −4 | 3 |                     |
| 4  | Hy Lạp   | 3  | 1 | 0 | 2 | 1  | 3  | −2 | 3 |                     |

| Bỉ        | 1–0      | Hy Lạp |
| --------- | -------- | ------ |
| Petry 47' | Chi tiết |        |

| Pháp                                                     | 4–0      | Nga |
| -------------------------------------------------------- | -------- | --- |
| Martin 10' (ph.đ.) · Lakrar 37' · Bacha 43' · Cardia 78' | Chi tiết |     |

| Hy Lạp | 0–2      | Nga                        |
| ------ | -------- | -------------------------- |
|        | Chi tiết | Cherkasova 38' · Boyko 69' |

| Pháp                                  | 3–0      | Bỉ |
| ------------------------------------- | -------- | -- |
| Roux 29' · Pimentel 71' · Delabre 78' | Chi tiết |    |

| Hy Lạp         | 1–0      | Pháp |
| -------------- | -------- | ---- |
| Georgantzi 31' | Chi tiết |      |

| Nga | 0–2      | Bỉ                            |
| --- | -------- | ----------------------------- |
|     | Chi tiết | Bey Temsamani 11' · Petry 75' |

### Bảng 6
| VT | Đội            | ST | T | H | B | BT | BB | HS | Đ | Giành quyền tham dự |
| -- | -------------- | -- | - | - | - | -- | -- | -- | - | ------------------- |
| 1  | Tây Ban Nha    | 3  | 2 | 1 | 0 | 10 | 2  | +8 | 7 | Vòng chung kết      |
| 2  | Iceland        | 3  | 2 | 0 | 1 | 5  | 4  | +1 | 6 |                     |
| 3  | Thụy Điển      | 3  | 0 | 2 | 1 | 1  | 2  | −1 | 2 |                     |
| 4  | Bồ Đào Nha (H) | 3  | 0 | 1 | 2 | 2  | 10 | −8 | 1 |                     |

| Iceland          | 1–0      | Thụy Điển |
| ---------------- | -------- | --------- |
| Ragnarsdóttir 8' | Chi tiết |           |

| Tây Ban Nha                                                           | 6–1      | Bồ Đào Nha     |
| --------------------------------------------------------------------- | -------- | -------------- |
| Pina 2', 5', 42' · Bautista 29' · Eizaguirre 33' · Marques 39' (l.n.) | Chi tiết | Encarnação 59' |

| Tây Ban Nha                     | 3–0      | Iceland |
| ------------------------------- | -------- | ------- |
| Bautista 62', 64' · Zugasti 76' | Chi tiết |         |

| Thụy Điển | 0–0      | Bồ Đào Nha |
| --------- | -------- | ---------- |
|           | Chi tiết |            |

| Thụy Điển            | 1–1      | Tây Ban Nha    |
| -------------------- | -------- | -------------- |
| Pujadas 80+3' (l.n.) | Chi tiết | Aleixandri 25' |

| Bồ Đào Nha | 1–4      | Iceland                                      |
| ---------- | -------- | -------------------------------------------- |
| Faria 28'  | Chi tiết | Jóhannsdóttir 59', 67', 73' · Jónsdóttir 66' |

### Xếp hạng đội nhì
Chỉ tính thành tích trước đội thứ nhất và thứ ba trong bảng.
| VT | Bg | Đội      | ST | T | H | B | BT | BB | HS | Đ | Giành quyền tham dự |
| -- | -- | -------- | -- | - | - | - | -- | -- | -- | - | ------------------- |
| 1  | 3  | Đức      | 2  | 1 | 0 | 1 | 4  | 3  | +1 | 3 | Vòng chung kết      |
| 2  | 5  | Bỉ       | 2  | 1 | 0 | 1 | 2  | 3  | −1 | 3 |                     |
| 3  | 1  | Slovenia | 2  | 1 | 0 | 1 | 2  | 4  | −2 | 3 |                     |
| 4  | 6  | Iceland  | 2  | 1 | 0 | 1 | 1  | 3  | −2 | 3 |                     |
| 5  | 2  | Đan Mạch | 2  | 1 | 0 | 1 | 3  | 6  | −3 | 3 |                     |
| 6  | 4  | Scotland | 2  | 0 | 2 | 0 | 1  | 1  | 0  | 2 |                     |